# Mick Ronson

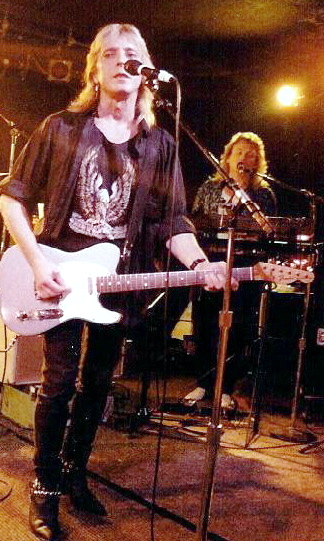
Mick Ronson

Michael "Mick" Ronson (Kingston upon Hull, 26 de maig de 1946 - Londres, 29 d'abril de 1993) va ser un guitarrista, teclista, compositor, arranjador i cantant anglès conegut mundialment per haver integrat la banda que va acompanyar a David Bowie durant la seva era glam rock, The Spiders From Mars.
Fou un guitarrista conegut per l'expressivitat dels seus bendings amb la guitarra i per l'ús de pedals que aconseguien transmetre sons únics i peculiars. Com a teclista destacava per la seva manera de sincopada d'arpegiar els acords com a la cançó "Perfect day" de Lou Reed o "Lady Stardust" de David Bowie. Les seves actuacions més conegudes es van produir durant la gira del disc Ziggy Stardust, i es van recollir en el DVD "The Rise And Fall Of Ziggy Stardust And The Spiders From Mars".
Mick, apareix en el lloc número 64 de la llista dels "100 guitarristes més grans de tots els temps", creada per la revista Rolling Stone. Aquest fet va generar molta polèmica doncs molts fans consideraven que la posició que se li havia assignat era massa baixa.
L'abril de 1992, va participar en el concert ed'homenatge a Freddie Mercury, en honor del mort del cantant, un any abans.
Ronson va morir de càncer de fetge el 29 d'abril de 1993 a l'edat de 46 anys. El músic havia estat educat en el si de l'Església de Jesucrist dels Sants dels Últims Dies; per això el seu funeral es va celebrar en una capella mormona, a Londres, el 6 de maig.
En memòria del guitarrista, es va construir a Hull, la seva ciutat natal, l'Escenari Memorial Mick Ronson. Hi ha també un carrer batejat en el seu honor a Bilton Grange Estate, no gaire lluny d'on ell va viure.

## Discografia

### Amb David Bowie
- 1971 - The Man Who Sold The World
- 1971 - Hunky Dory
- 1972 - The Rise and Fall of Ziggy Stardust and the Spiders from Mars
- 1973 - Aladdin Sane
- 1973 - Pin-Ups
- 1993 - Black Tie, White Noise (només en la cançó "I Feel Free")

### Solista
- 1974 - Slaughter On 10th Avenue
- 1975 - Play Don't Worry
- 1994 - Heaven And Hull
- 1999 - Just Like This (enregistrat el 1976)
- 1999 - Showtime (enregistrat el 1976)
- 2001 - Indian Summer (enregistrat el 1981-1982)

### Amb Ian Hunter
- 1975 - Ian Hunter
- 1979 - You're Never Alone with a Schizophrenic
- 1980 - Welcome to the Club
- 1981 - Short Back 'n' Sides
- 1990 - Yui Orta
- 1995 - BBC Live in Concert

### Amb Bob Dylan
- 1976 - Hard Rain
- 2002 - The Bootleg Series Vol. 5: Bob Dylan Live 1975, The Rolling Thunder Revue